# Rubén Garabaya
Rubén Garabaya Arenas (ur. 15 września 1978 roku w Avilés) – hiszpański piłkarz ręczny, reprezentant kraju. Obecnie występuje w hiszpańskiej Lidze ASOBAL, w drużynie Naturhouse La Rioja. Występuje na pozycji obrotowego. W 2005 roku zdobył złoty medal mistrzostw świata. Podczas Igrzysk Olimpijskich 2008 w Pekinie zdobył brązowy medal olimpijski.

## Sukcesy
- 2001, 2003, 2010: puchar ASOBAL
- 2005, 2006, 2009, 2010: puchar Króla
- 2005: mistrzostwo Świata
- 2006: wicemistrzostwo Europy
- 2008, 2009, 2010: wicemistrzostwo Hiszpanii
- 2008: brązowy medal olimpijski
- 2008, 2009: superpuchar Hiszpanii
- 2010: finalista Ligi Mistrzów